# کریستین کارمبو
کریستین کارمبئو (به فرانسوی: Christian Karembeu) بازیکن فوتبال و هافبک اهل فرانسه است که از سال ۱۹۹۲ تا ۲۰۰۲ میلادی عضو تیم ملی فوتبال فرانسه بوده‌است. وی در ۵۳ بازی ملی حضور داشته است و در بازی‌های ملی‌اش ۱ گل به ثمر رساند.